# Provincia del Norte (Ruanda)
La Provincia del Norte (en francés: Province du Nord) es una de las cinco provincias de Ruanda. Fue creada a principios de enero de 2006 como parte de un programa de descentralización de gobierno que reorganizó las estructuras de administración local del país.
La provincia del Norte comprende la mayor parte de las antiguas provincias de Ruhengeri y Byumba, con las partes del norte de Kigali Rural. Está dividida en los distritos de Burera, Byumba, Gakenke, Ruhengeri y Rulindo. La capital de la Provincia del Norte es Byumba.
- Datos: Q845807
- Multimedia: North Province, Rwanda / Q845807